# Solar Quest
Solar Quest, czyli George Saunders – brytyjski producent muzyki acid trance i ambient, swoją karierę rozpoczął w 1993 roku.
W 1994 wydał debiutancki album "Orgship".

## Dyskografia

### Albumy
- Orgship (1994)
- Sonic Bloom Entropica Prolifica (1994)
- Paranoid Aliens (1996)
- AcidOphilez (1998)
- Orgisms (2000)
- Sola Luna (2008)

### Single
- One Nation (1993)
- Acid Crumble (1993)
- Acid Air Raid (1993)
- Acid Brain EP (1993)
- Freezone 1 Single – Save The Whale (1994)
- Kirsty Cried (1994)
- A + B = C in D (1994)
- Save the Whale (1994)
- Acid Baba (1995)
- Cosmosis (1995)
- Into the Machine (1995)
- Mesmerised (1995)
- Paranoïd Aliens (1996)
- Space Pirates (1998)

### Remixy
- Alan Parsons: Apollo (1997)
- Into the Machine (2001)